# Apoyos del cigüeñal

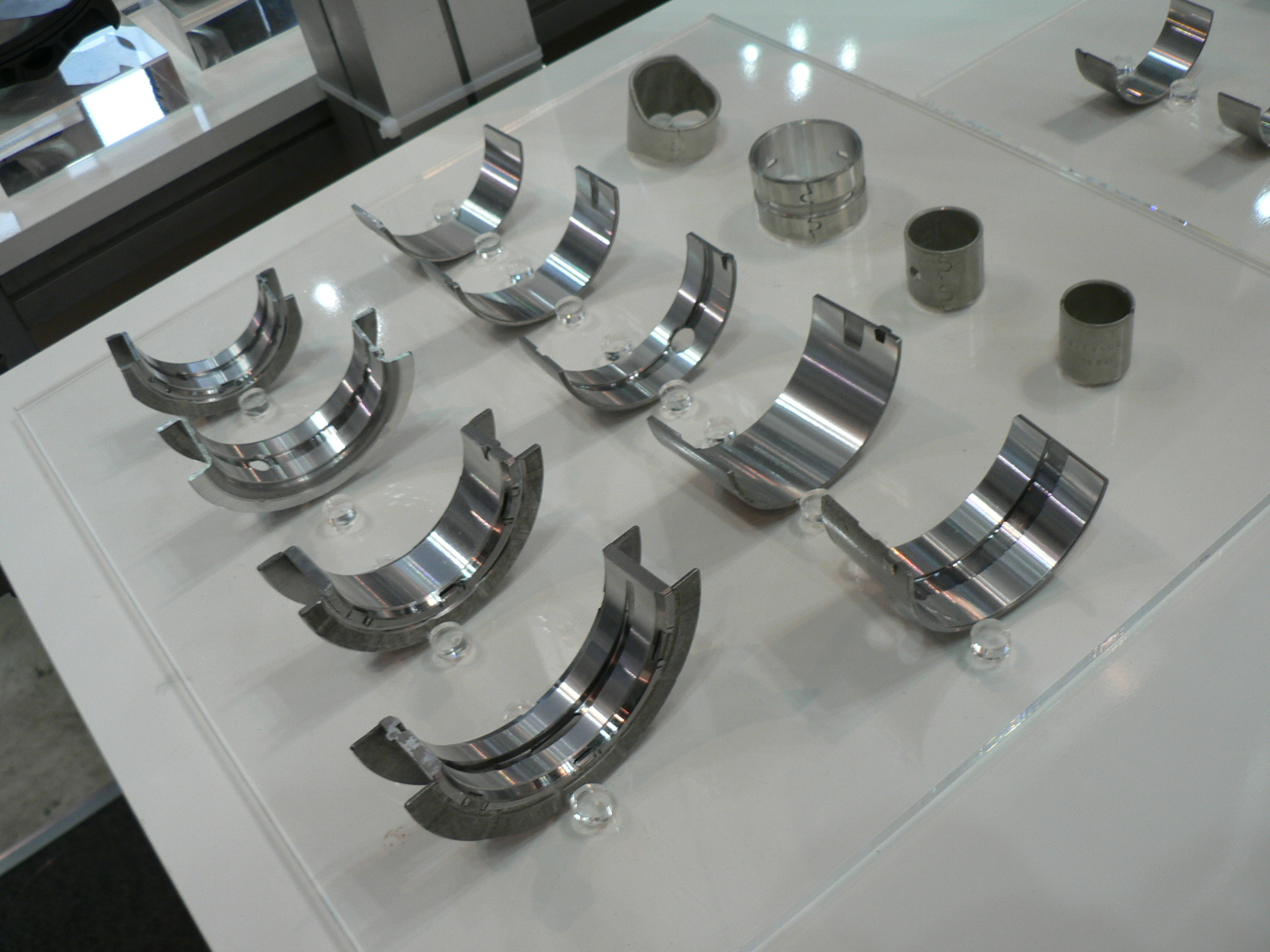
Cojinetes antifricción del cigüeñal.

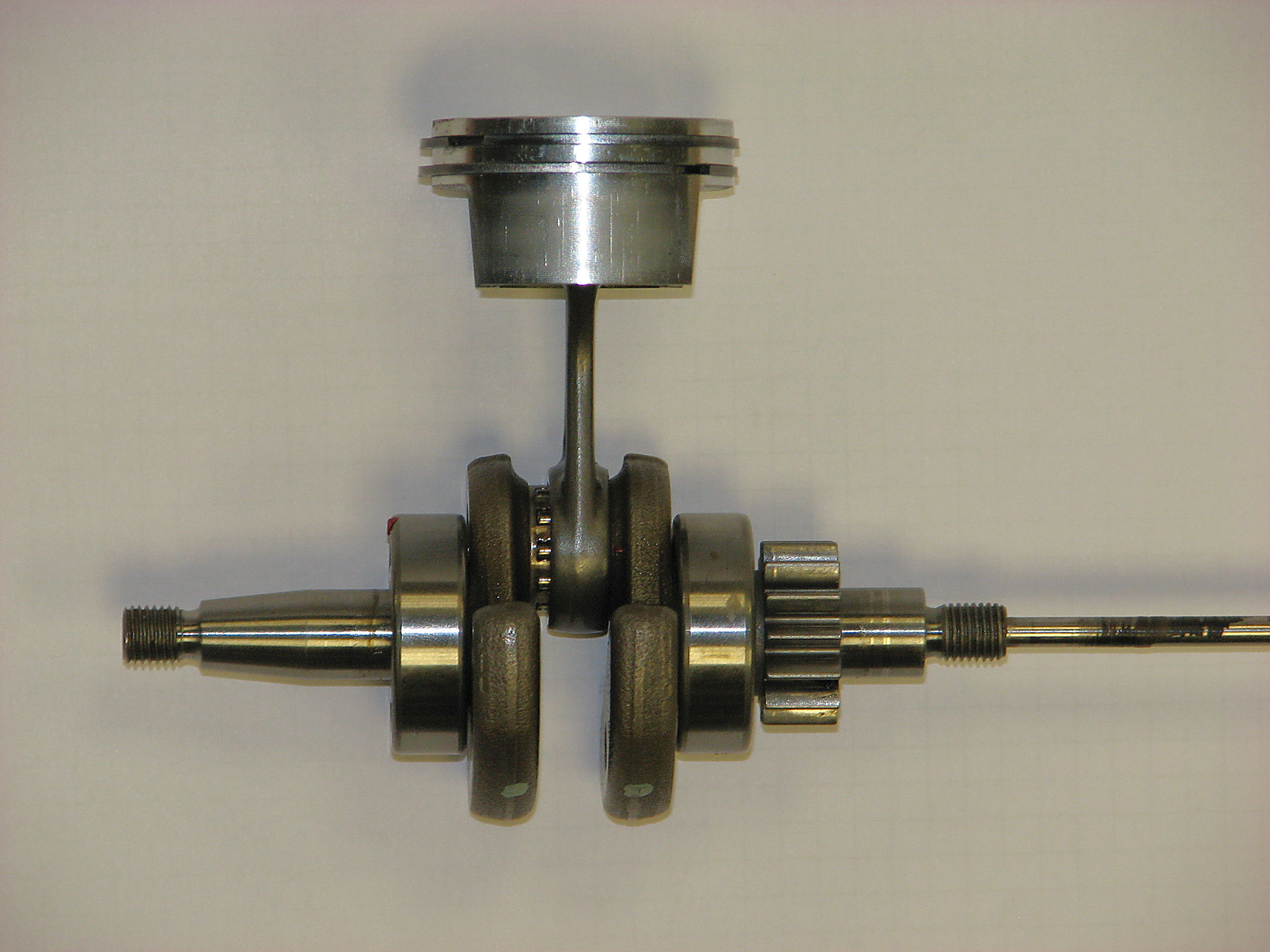
Cigüeñal desmontable de un monocilíndrico, se aprecian los rodamientos de bola de los apoyos

Los apoyos del cigüeñal son los alojamientos del bloque motor en un motor de combustión interna alternativo que sujetan al cigüeñal. 

## Características
Poseen  un dispositivo de lubricación, normalmente a presión, desde el sistema de lubricación del motor, y entre el cigüeñal y el material del bloque llevan unos cojinetes antifricción.
En el caso de algunos tipos de cigüeñales (normalmente motores monocilíndricos, de cuatro y dos tiempos) los apoyos están constituidos por rodamientos de bolas.
Como el cigüeñal ha de montarse en el bloque, junto con las bielas y los pistones, los apoyos son desmontables, mediante unas tapas llamadas de bancada. De este modo se pueden sustituir los cojinetes antifricción.